# Hussard noir
Pour les articles homonymes, voir Hussard (homonymie) et Hussards Noirs.
Hussard noir est le surnom donné individuellement aux instituteurs publics sous la IIIe République française après le vote des lois scolaires dites « lois Jules Ferry » et le vote de la loi de séparation des Églises et de l'État, le 9 décembre 1905. Cette expression a été inventée par Charles Péguy.

## Référents historiques
Le mot « hussard » (du hongrois « huszar ») fait référence à un corps de cavalerie hongrois créé au XVe siècle, réputé pour son efficacité et son dévouement.
Christian Bouyer, historien, écrit que « Péguy compare, avec son imagination enfantine, cet uniforme à celui du fameux cadre de Saumur », corps des cavaliers d'élite français auquel la couleur noire fut attribuée sous le règne de Louis-Philippe.
Enfin, la référence aux Hussards Noirs, l'escadron de cavalerie constitué en 1793 par la jeune République française, semble mieux correspondre au propos de Charles Péguy.

## Charles Péguy et les «hussards noirs» de l'école normale primaire de garçons d'Orléans

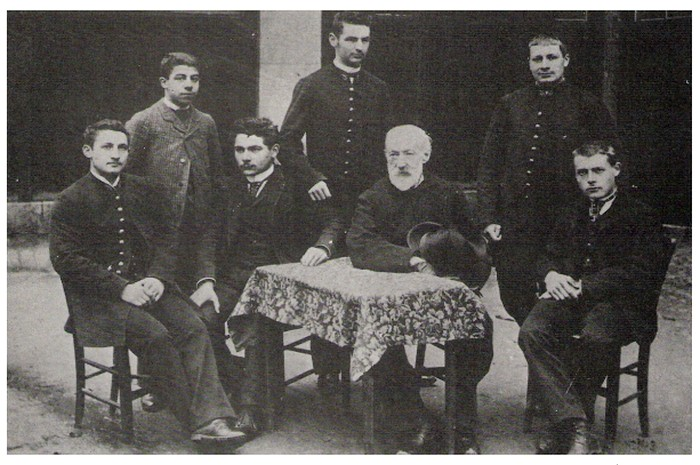
Charles Péguy en classe de philosophie au lycée d’Orléans en 1890-1891 (assis à droite).

C'est à Charles Péguy (1873-1914) que revient la paternité de l'expression « hussards noirs » à l'usage des enseignants dans L'Argent en 1913, lorsqu'il parle de ses souvenirs d'écolier en culotte courte à l'école primaire annexe de l'école normale de garçons d'Orléans qu'il fréquente de 1879 à 1885, école annexe où venaient enseigner, en uniformes noirs, les élèves-maîtres en formation professionnelle qu'il décrit en ces termes :

« Nos jeunes maîtres étaient beaux comme des hussards noirs. Sveltes, sévères, sanglés, sérieux et un peu tremblants de leur précoce, de leur soudaine omnipotence. »

Puis, décrivant leur uniforme noir à pantalon, gilet, longue redingote et casquette plate noirs, il précise que « cet uniforme civil était une sorte d'uniforme encore plus sévère, encore plus militaire, étant un uniforme civique. » Pour lui, ces jeunes élèves-maîtres, âgés en fait de 17 à 20 ans, « étaient vraiment les enfants de la République, […] ces nourrissons de la République, […] ces hussards noirs de la sévérité… »
Et pour Charles Péguy alors âgé de quarante ans, « cette école normale semblait un régiment inépuisable. Elle était comme un immense dépôt, gouvernemental, de jeunesse et de civisme. Le gouvernement de la République était chargé de nous fournir tant de sérieux […]. Ces instituteurs étaient sortis du peuple, fils d'ouvriers, mais surtout de paysans et de petits propriétaires […]. Ils restaient le même peuple… ».
Ce surnom vient donc, d'abord, de la couleur noire des uniformes des élèves-maîtres des écoles normales. Écoles normales créées selon la loi Guizot de 1833 pour les garçons mais écoles normales revues et corrigées après la victoire des républicains aux élections de 1879 et l'arrivée de Jules Ferry au ministère de l'Instruction publique et des Beaux-Arts puis à la présidence du Conseil. De ce fait, en effet, la loi Bert de 1879 redéfinit les écoles normales qui deviennent obligatoires dans chaque département pour les garçons mais aussi maintenant pour les filles. L'institution va alors bannir rapidement toute ornementation religieuse comme tout enseignement religieux pour se consacrer à sa nouvelle mission. De ces écoles normales sortent alors des instituteurs qui ont reçu une mission : instruire la population française. L'instituteur cherche en éducation civique à inculquer les valeurs républicaines, comme en témoignent de nombreux extraits de cahiers d'écoliers.
Et c'est ainsi que le jeune Charles Péguy, d'origine modeste, peut bénéficier d'une solide instruction primaire de 1879 à 1885 puis d'une bourse lui permettant d'être admis au lycée d'Orléans à partir de 1885.

## Surnom des instituteurs publics

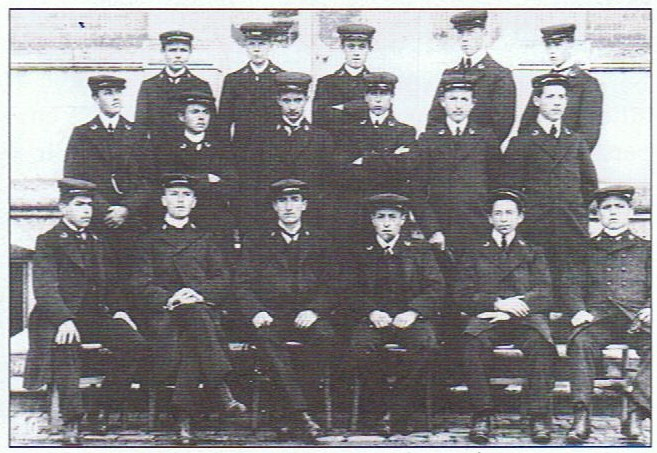
Les élèves-maîtres de la promotion 1908-1911 de l'école normale de garçons d'Orléans.

La comparaison par Charles Péguy des futurs instituteurs de son école primaire annexe avec « des hussards noirs » témoigne bien de la mission confiée par la République aux instituteurs mais aussi aux institutrices. Une mission fondamentale : assurer l'instruction obligatoire, gratuite et laïque de tous les garçons et de toutes les filles de France âgés de 6 ans révolus à 11 ans pour ceux admis au certificat d'études primaires ou à 13 ans pour les autres dans un cadre républicain et civique. Et cela afin de « faire disparaître la dernière, la plus redoutable des inégalités qui vient de la naissance, l'inégalité d'éducation » comme l'avait déclaré Jules Ferry dès 1870.
Mission que précise en ces termes l'historien Serge Issautier : « en 1879, avant le vote des lois laïques, […] cet enseignement est prioritairement aux mains de l'Église et de ses congrégations. Et c'est à la ‟superstition que les républicains veulent arracher l'École. […] Mais il faut les moyens. Ce sera les écoles normales car les républicains ont pour objectif prioritaire l'enseignement primaire qui reçoit la masse des élèves. […] Les écoles normales remplissent pleinement leur mission : former des maîtres et maîtresses d'école pénétrés de la dignité de leur mission, dans un esprit de dévouement obscur, de sacrifices librement consentis dans le respect des hiérarchies et de l'ordre social. Les républicains se servirent alors de cette infanterie enseignante pour, en quarante ans, démanteler l'École catholique… ”. Mais démantèlement relatif car les associations (religieuses ou non) créées à cet effet eurent alors toute liberté pour créer et gérer légalement des écoles privées dites ‟libres”. »
Véritables missionnaires laïques d'une révolution par la loi du système éducatif français, la ressemblance méliorative du corps des instituteurs avec une armée dévouée et disciplinée au service de la République participe des raisons expliquant le succès de ce surnom de « hussards noirs » à connotation militaire.
De par cette mission autant que par leur statut de fonctionnaires (à partir de 1889) et donc de petits-bourgeois (de la petite bourgeoisie d'État), les « hussards noirs » représentaient tant une des élites de la nouvelle république qu'une autorité morale, civique et intellectuelle certaine. C'est le cas dans La Gloire de mon père et La Fille du puisatier de Marcel Pagnol.
Le surnom a par la suite été repris de diverses manières, et l'on a pu dire les hussards de la sévérité, les hussards de la République ou les hussards noirs de la République tant pour les instituteurs de la IIIe République que pour ceux des IVe et Ve Républiques.